# Campania
Campania (phát âm tiếng Ý: [kamˈpaːnja]) là một vùng ở miền nam Ý. Vùng này có dân số khoảng 5.869.000 người, là vùng đông dân thứ ba của Ý, và với tổng diện tích của 13.595 km², là vùng có mật độ dân cư cao nhất nước Ý. Campania nằm trên bán đảo Ý, với biển Tyrrhenus về phía tây, quần đảo Flegree (Phlegraea) và Capri về mặt hành chính cũng thuộc vùng này.
Trong suốt thời kỳ lịch sử của mình, vùng Campania đã là trung tâm của các thực thể nền văn minh phương Tây quan trọng nhất. Khu vực này từng là thuộc địa của người Hy Lạp cổ đại và đã nằm trong Magna Græcia, cho đến khi nước Cộng hoà La Mã đã bắt đầu thống trị. Trong thời kỳ La Mã vùng này được các hoàng đế La Mã xem như một khu vực văn hoá quan trọng, nơi nền văn hóa Hy Lạp-La Mã được cân bằng.
Khu vực này có 10 trong số 58 di sản được UNESCO công nhận ở Ý, bao gồm Pompeii và Herculaneum, Cung điện Vương thất Caserta, Bờ biển Amalfi và Trung tâm Lịch sử của Napoli. Ngoài ra, núi Vesuvius của Campania là một phần của Mạng lưới các khu dự trữ sinh quyển thế giới được UNESCO công nhận.